# 몬태나주의 대학 목록
다음은 미국의 주 몬태나주의 대학 목록이다.
- 몬태나 주립 대학교
- 몬태나 대학교
- 몬태나 공과대학교
- 아폴로스 대학교

## 같이 보기
- 미국의 대학 목록
- 대학 목록